# Martin Hermann Büchting
Martin Hermann Büchting (* 1822 in Döbeln; † 9. Juli 1885 ebenda) war ein deutscher evangelischer Theologe und Autor, der insbesondere durch sein religiöses Drama Bianca bekannt wurde.

## Leben
Nach dem Schulbesuch, dem Theologiestudium und seiner Promotion zum Dr. phil. an der Universität Leipzig war Büchting zuerst Hauslehrer in mehreren adeligen Häusern. 1857 wurde er Diakonatsverweser in Ehrenfriedersdorf, 1861 ging er als Garnisonprediger und Pfarrer auf die Festung Königstein. 1866 wurde er Oberpfarrer in Mittweida. Nach seiner Pensionierung zog er in seine Geburtsstadt zurück, wo er am 9. Juli 1885 im Alter von 63 Jahren starb.
In Leipzig gehörte er der Freimaurerloge Balduin zur Linde an.

## Schriften (Auswahl)
- Unser Kirchenbau in katholischen Landen. Festpredigt zur Nachfeier des Pirnaischen Zweig-Vereins der Gustav-Adolph-Stiftung, gehalten am 1. Juli 1863 in der Kirche zu Maxen, Pirna: Diller u. S., 1863.
- Predigt am 2. Weihnachtsfeiertage 1865 über Hebr. 1, 1–6, in der Kirche zu Festung Königstein gehalten, Dresden: Naumann, 1865.
- Des Wiedergebornen Kampf- und Sieg. Predigt am 11. Trinit.-Sonnt. über Apost.-Gesch. 9, 19–28. In: Nachklänge aus dem Gotteshause, Leipzig: Matthes.
- Halleluja! Lasset uns freuen und fröhlich sein! Predigt über Offenb. Joh. 19, 6–8 zur Jubelfeier der goldenen Hochzeit Ihrer Majestäten des Königs und der Königin von Sachsen am 10. Nov. 1872, Mittweida, Schulze, 1872.
- Das Licht Israels oder das dem deutschen Volke innewohnende göttliche Licht. Predigt über Jes. 10, 17 zur Sedanfeier 1872 in der Kirche zu Mittweida gehalten, Mittweida, Schaarschmidt, 1872.
- Bianca. Drama in drei Acten. Nebst einem Anhange religiöser Gedichte, Leipzig: Zechel, 1872.